# Польська культура у міжвоєнний період

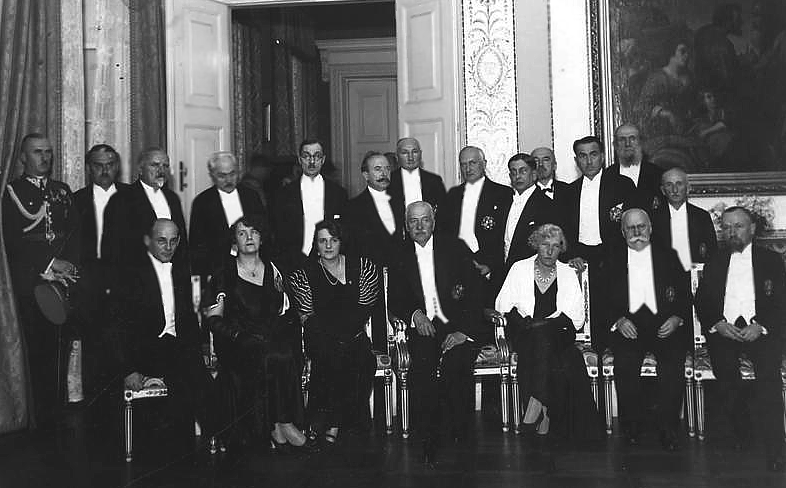
Установче засідання Польської академії літератури (1933 рік). Зліва направо сидять: прем'єр-міністр Януш Єнджеєвич, Зоф'я Налковська, Марія Мосцицька, президент Ігнацій Мосцицький, Марія Єнджеєвич, Вацлав Серошевський, Леопольд Стафф. Стоять зліва: полковник Ян Глоговський, директор Сковронський, Зенон Пшесмицький, Вацлав Берент, Пйотр Хойновський, Юліуш Кляйнер, Вінценти Жимовський, Єжи Шанявський, Юліуш Каден-Бандровський, Кароль Іжиковський, Тадеуш Бой-Желенський, Тадеуш Зелінський і Болеслав Лесьмян

Польська культура у міжвоєнний період  — культура міжвоєнної Польщі, що розвивалася в умовах відродження польського суверенітету, коли національна самобутність разом із її культурною спадщиною більше не потерпали від іноземного гніту трьох держав, які розділяли Польщу між собою. Культурному розвитку в цьому часовому проміжку були притаманні відхід елітарної культури шляхти XIX століття, а також традиційної народної культури, та поява нової масової культури, що інтегрувала польське суспільство та була близькою новій інтелігенції, вихованій на зразках демократії.

## Передісторія
Окрім економічного паралічу, спричиненого століттям поділів, одним із найтяжчих наслідків іноземного правління була неписьменність, яка торкнулася 33,1% громадян Польщі у 1921 році, при цьому найгірша ситуація існувала на землях колишньої Російської імперії. Найбільш розвиненими були території під Пруссією, хоча поляки там зазнавали германізаційної політики культуркампфу і Товариства німецьких східних марок. Тим часом, східні та південні землі — частини так званої російської та австрійської Польщі — належали до числа найменш розвинених країв Європи. Попри те, що рівень економічного, культурного та політичного розвитку  трьох колишніх зон окупації суттєво відрізнявся, такі культурні центри на російській і австрійській частинах розчленованої Речі Посполитої, як Варшава, Краків, Вільно (сучасний Вільнюс) і Львів піднялися з часом до рівня чільних європейських міст.

## Основні моменти
Хоча термін «польська культура» стосується переважно польськомовної культури в Польщі, Друга Польська Республіка також мала численні яскраві національні меншини, серед яких виділялися єврейська, українська, білоруська, литовська і німецька. Це було мультикультурне суспільство, етнокультурний склад якого формувався століттями. У 1921 році, згідно з першим національним переписом, поляки-католики становили 69,2 % населення, українці — 14,3 %, євреї — 7,8 %, білоруси — 3,9 % і німці — 3,9 %. Меншини становили 30,8% від загальної чисельності. Поява нової інтелігенції породила рекордну кількість політичних партій, лобі та товариств. За півтора десятка років кількість читачів газет подвоїлася. У 1919 році відкрилися нові університети у Познані, Вільні та Любліні. П'ятьма роками раніше було полонізовано університети у Кракові та Львові. 1919 року виникла Спілка вчителів початкових шкіл. За перші десять років відновлення Польщі загальна кількість шкіл завдяки офіційному декрету про народну освіту збільшилася майже на 10 000. На час нацистсько-радянського вторгнення 1939 року в школах по всій країні навчалися близько 90% дітей, і ця частка обмежувалася лише нестачею кваліфікованого персоналу та браком відповідних приміщень, особливо на селі.

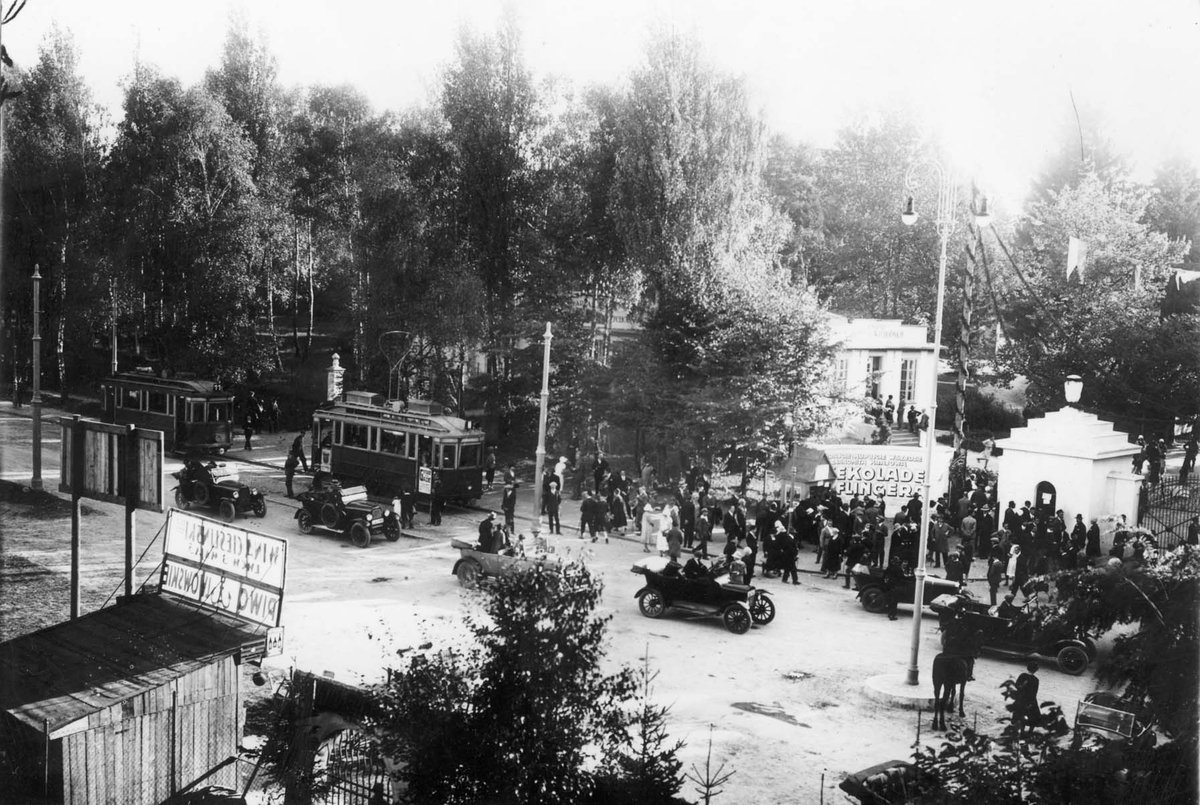
Східні торги у Львові, головний вхід

1921 року відразу після припинення військових дій у Львові засновано велику промислову виставку, покликану полегшити пошук нових ділових партнерів як із Польщі, так і з Великої Румунії, Угорщини та Радянського Союзу. До 1928 року щорічні Східні торги (пол. Targi Wschodnie «Східна виставка-ярмарок») могли похвалитися приблизно 1600 експонентами, 400 з яких були іноземними фірмами. Того року виставку відвідало 150 000 гостей, чому сприяли трамвайне сполучення з містом та митниця і телефонна станція на місці дійства. Також у 1928 році подібну промислову виставку започатковано у Вільні під назвою Північні торги (пол. Targi Północne, метою якої було пожвавити ділове життя у північно-східній частині тодішньої Польщі з виходом на Литву і Латвію. Виставка-ярмарок у перший рік роботи привабила 180 000 відвідувачів. Це була найбільша щорічна місцева подія, на якій демонструвалися текстиль, меблі, сільськогосподарські тварини, хутра, туристичне спорядження, виробниче устаткування та багато інших комерційних виробів.

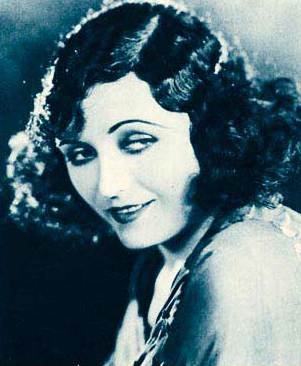
Пола Негрі, 1924

Відкрилися нові театри в Бидгощі (1919), Катовицях (1922) і Торуні (1929). Ще з 1913 року у Варшаві діяв новий Польський театр, а в 1924 році відкрився Національний театр, потім Театр Богуславського (1926, перебудований) і «Атенеум» (1928). У Кракові та Львові було теж кілька яскравих театральних труп. До 1936 року в країні працювало 26 постійних драматичних театрів. На створення концертної зали Краківської філармонії надихнула брюссельська будівля Maison du Peuple. Залу спорудили в 1931 році завдяки щедрому спонсорству князя і кардинала Адама Стефана Сапеги. Увесь міжвоєнний період Краківська філармонія також підтримувала профспілку польських професійних музикантів, створену для забезпечення добробуту її членів, а також мистецького рівня їхніх виступів.
Було засновано музичні консерваторії у Варшаві, Познані, Катовицях, Кракові, Лодзі та Вільні. У 1934 році у Кракові зведено головну філію Національного музею Польщі, фонди якого досягали 300 000 одиниць. Приблизно в 1934 році потужний поштовх дістала кіноіндустрія, в яку тоді прийшло покоління нових акторів, зокрема Стефан Ярач, Мечислава Цвіклінська, Ельжбета Барщевська, Казімеж Юноша-Стемповський та Адольф Димша. У цей період було запроваджено студійну систему кіновиробництва завдяки заснованій Олександром Герцем кіностудії «Сфінкс», яка стала найбільшою місцевою кінокомпанією. Студія тоді відкрила 17-річну Полу Негрі та зняла з нею вісім художніх фільмів, перш ніж Негрі стала міжнародною сенсацією в Голлівуді. 1926 року розпочало регулярні передачі з Варшави Польське радіо. До початку Другої світової війни 1939 року кількість державних радіостанцій зросла до 10.
У 1933 році у Варшаві засновано Польську академію літератури (ПАЛ). Це була одна з найважливіших державних установ у галузі літературного життя, спрямована на розвиток культури й мистецтва. Її задумав Стефан Жеромський, щоб пришвидшити процес одужання після століття расового антиполонізму, а задум утілили в життя у п'яті роковини його смерті. Академія присуджувала дві найвищі національні відзнаки за внесок у розвиток польської літератури: Золотий і Срібний Лавр (пол. Złoty i Srebrny Wawrzyn). Головною метою було підвищення рівня якості польського книговидання, а її почесними членами були головні натхненники Академії: президент Польщі Ігнацій Мосцицький та маршал Юзеф Пілсудський.

## Культурний внесок меншин
Дух відродження позначився не лише на основній масі польського суспільства, а й на національних, етнічних та релігійних меншинах. Наприкінці 1930-х років українська преса була представлена приблизно 68 виданнями, що виходили переважно у Львові, Станиславові та Коломиї. Тон задавала львівська щоденна газета «Діло», яка славилася своїми культурними і ліберальними традиціями. Вона вже з 1880 року виходила щотижня, а у міжвоєнній Польщі друкувалася на 10 сторінках щодня (16 сторінок у суботу) з 10 штатними працівниками. Серед інших популярних щоденних газет — «Новий час» та «Українські вісти». Білоруська преса складалася з 16 періодичних видань. І литовська, і російська преса налічували близько 10 видань кожна. У Варшавському університеті авторитетний науковець професор Мирон Кордуба, який зокрема навчав Єжи Ґедройця, проводив семінари з історії України. Проте аж до самого нацистсько-радянського вторгнення українські спроби створити виключно україномовний університет не увінчалися успіхом, що свідчило про відсутність перспективи для різних політичних суб'єктів. Одним із прикладів численної німецької преси Польщі була відома антифашистська щоденна газета Neue Lodzer Zeitung.

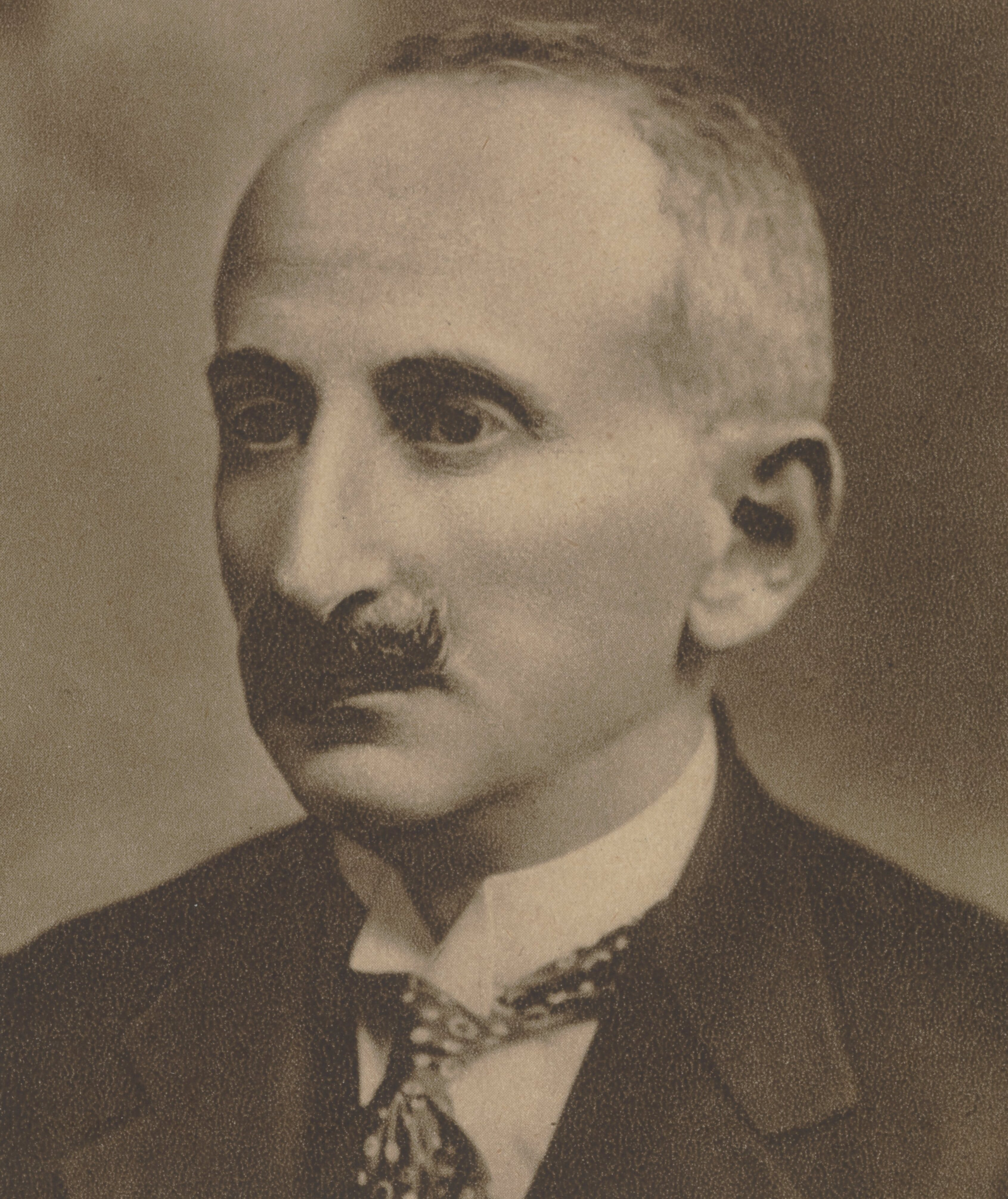
Болеслав Лесьмян

Особливою жвавістю відзначалося культурне життя євреїв, для цієї меншини виходило чимало публікацій, друкувалося понад 116 періодичних видань. Здобували міжнародне визнання письменники мовою їдиш, передовсім Іцхак Башевіс-Зінгер. Серед інших відомих єврейських літераторів були Бруно Шульц, Юліан Тувім, Мар'ян Гемар, Емануель Шлехтер, Ян Бжехва, Зузанна Ґінчанка та Болеслав Лесьмян. Менш відомими на міжнародному рівні, але теж із цінним доробком для польської літератури були Конрад Том і Єжи Юрандот. Співак Ян Кепура був одним із найвідоміших митців тієї епохи, як і єврейські композитори популярної музики, такі як Генрик Варс, Єжи Петерсбурський, Артур Ґолд, Генрик Ґолд, Зигмунт Білостоцький або знамениті джазмени Шимон Каташек і Якуб Каган. До художників, відомих своїми зображеннями єврейського життя в Польщі, належали Леопольд (Лейб) Піліховський, якого навчав Самуель Гіршенберг, Артур Маркович, володар нагород Маврицій Трембач, один із найперспективніших експресіоністів нового покоління, пізніше знищений в Освенцимі Ізраель Лейзерович та багато інших. Єврейські діти здебільшого навчалися в релігійних школах. Протягом 1937—1938 навчального року діяло 226 початкових шкіл і 12 середніх шкіл, а також 14 професійних училищ із мовою навчання їдиш або іврит. Мережею з 219 світських шкіл мовою їдиш, яка в 1929 році налічувала 24 000 учнів, керувала Центральна організація шкіл їдиш. Реальна гімназія, якою у Вільні керувала філія Центральної організації шкіл їдиш, була першою в історії сучасною середньою школою, в якій мовою викладання був їдиш.

## Додаткова література
- Bolesław Klimaszewski, An Outline History of Polish Culture, Interpress, 1984, ISBN 83-223-2036-1